# Palm Islands
Vous pouvez aider à l'améliorer ou bien discuter des problèmes sur sa page de discussion.
- Il ne cite pas suffisamment ses sources. Vous pouvez indiquer les passages à sourcer avec {{référence nécessaire}} ou {{Référence souhaitée}}, et inclure les références utiles en les liant aux notes de bas de page. (Marqué depuis juillet 2025)

- Archive Wikiwix
- Bing
- Cairn
- DuckDuckGo
- E. Universalis
- Gallica
- Google
- G. Books
- G. News
- G. Scholar
- Persée
- Qwant
- (zh) Baidu
- (ru) Yandex
- (wd) trouver des œuvres sur Wikidata

Ne doit pas être confondu avec Palm Island.

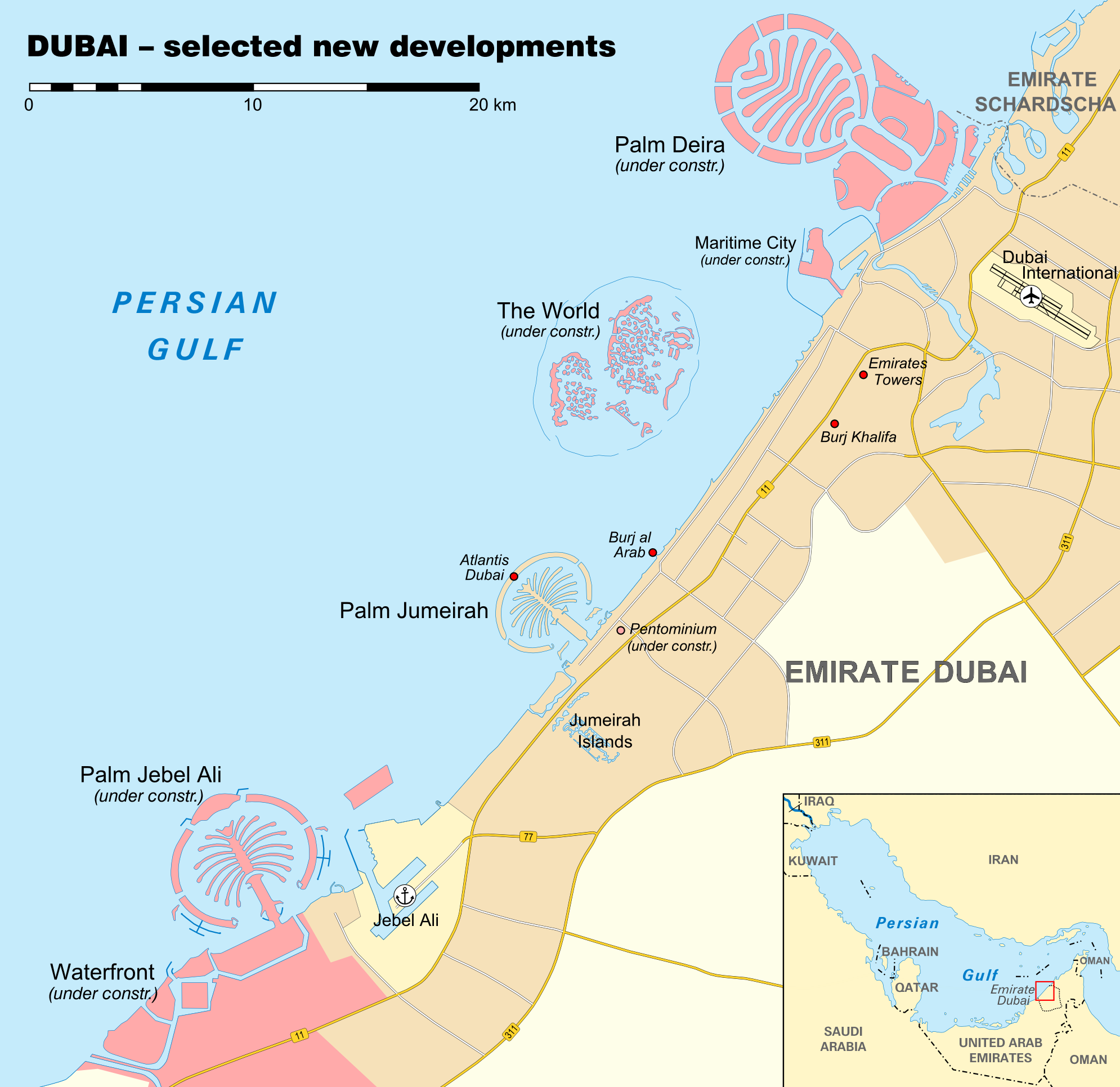
Archipels de Dubaï.

Palm Islands est un projet de création ex nihilo de trois archipels artificiels dans le golfe Persique sur les côtes de l'émirat de Dubaï, aux Émirats arabes unis, et qui sont d'ouest en est : Palm Jebel Ali, Palm Jumeirah et Palm Deira,. Chacun des archipels a une forme rappelant celle du palmier. Des complexes hôteliers, balnéaires et touristiques sont prévus sur chaque site. Des maisons individuelles sont également disponibles pour des clients fortunés.
La construction est des plus simples : Il aura fallu 150 millions de tonnes de sable dragué sur le fond du golfe Persique et déposé aux endroits adéquats afin de créer les îles. Celles-ci sont donc entièrement en sable, seuls quelques enrochements sont réalisés principalement sur l'extérieur des digues en forme de croissants afin de contrer la houle.
Les plans des trois palmiers durent être modifiés, parfois après la construction dans le cas de Palm Jumeirah et parfois à de très nombreuses reprises dans le cas de Palm Deira. En effet les constructeurs, pressés, n'avaient pas attendu le rapport des ingénieurs des Pays-Bas qui avaient été sollicités pour leur expérience sur les terres gagnées sur la mer (poldérisation). Ce rapport indiquait notamment que la marée n'était pas suffisante à l'intérieur des croissants pour assurer un renouvellement des eaux entre les palmes, risquant de transformer les lagunes en repaires à moustiques envahis d'algues. Des passes furent alors aménagées à des endroits stratégiques dans les croissants afin de permettre un renouvellement total des eaux toutes les deux semaines grâce à l'action naturelle des marées.

## Palm Jumeirah

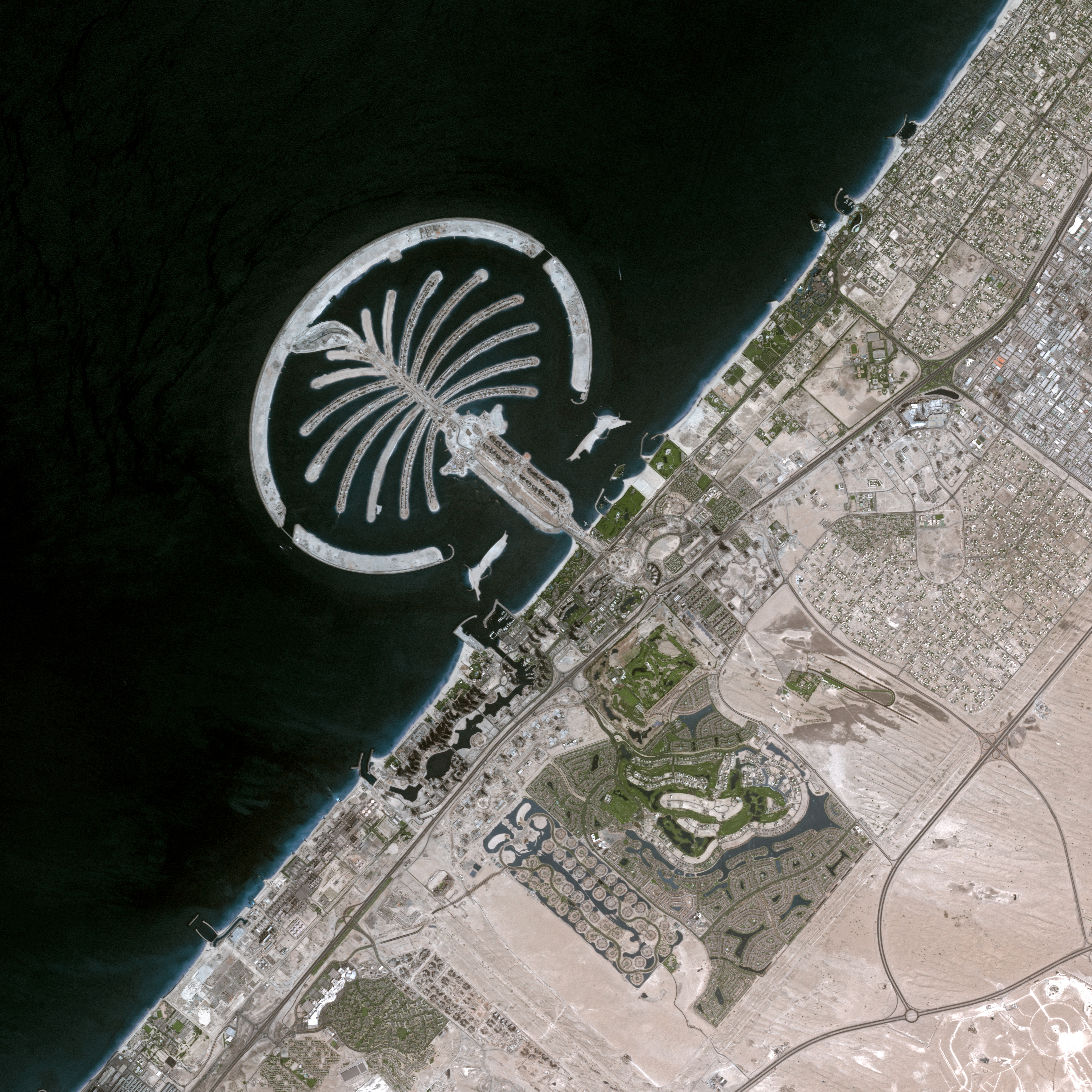
Image satellite de Palm Jumeirah.

Palm Jumeirah est le plus petit et le plus ancien des trois archipels prévus dans le projet, puisque sa construction commencée en juin 2001 s'est achevée en 2009. Déjà, de nombreuses célébrités y habitent.

## Palm Jebel Ali
Palm Jebel Ali est un archipel moitié plus grand que Palm Jumeirah. Situé à proximité de Jebel Ali et de son port, il est le plus excentré des trois archipels à 50 km du centre-ville de Dubaï.
Il sera davantage destiné au divertissement et aux attractions pour enfants et adultes. Comptant 17 palmes, il accueillera des marinas, le Sea Village (parc d'attractions à thème et aquatique), des résidences dans le croissant. Le tronc sera quant à lui composé de voies de communication, de canaux et de résidences. Sa particularité réside dans le fait qu'entre le croissant et le palmier se trouveront des maisons sur pilotis dont la disposition écrira littéralement en arabe un poème de l'émir actuel de Dubaï, le sheikh Mohammad ben Rached Al-Maktoum.
Sa construction, démarrée en octobre 2002, aurait dû être terminée en 2008, mais à cause de problèmes techniques et surtout de la crise financière, l'échéance d'abord reportée à 2012 est actuellement reportée sine die, en attendant des jours meilleurs. Le maître d'œuvre est le groupe immobilier Nakheel Properties et ne délivre plus d'informations à ce sujet.

## Palm Deira
Palm Deira est le plus grand des trois archipels avec 41 palmes, quatorze kilomètres de longueur, huit kilomètres et demi de largeur et 80 km2 de superficie ; il sera plus grand que l'île de Manhattan et couvrira une aire plus grande que Paris. Situé à Deira, près du centre-ville de Dubaï, il sera exclusivement réservé à l'habitat et ne comportera aucun hôtel. Outre 8 000 villas de luxe construites dans trois styles (Premier Villas, Grand Villas et Vista Town Homes), il comportera des marinas, des commerces, des complexes sportifs, etc.